# Rådet för konkurrenskraft

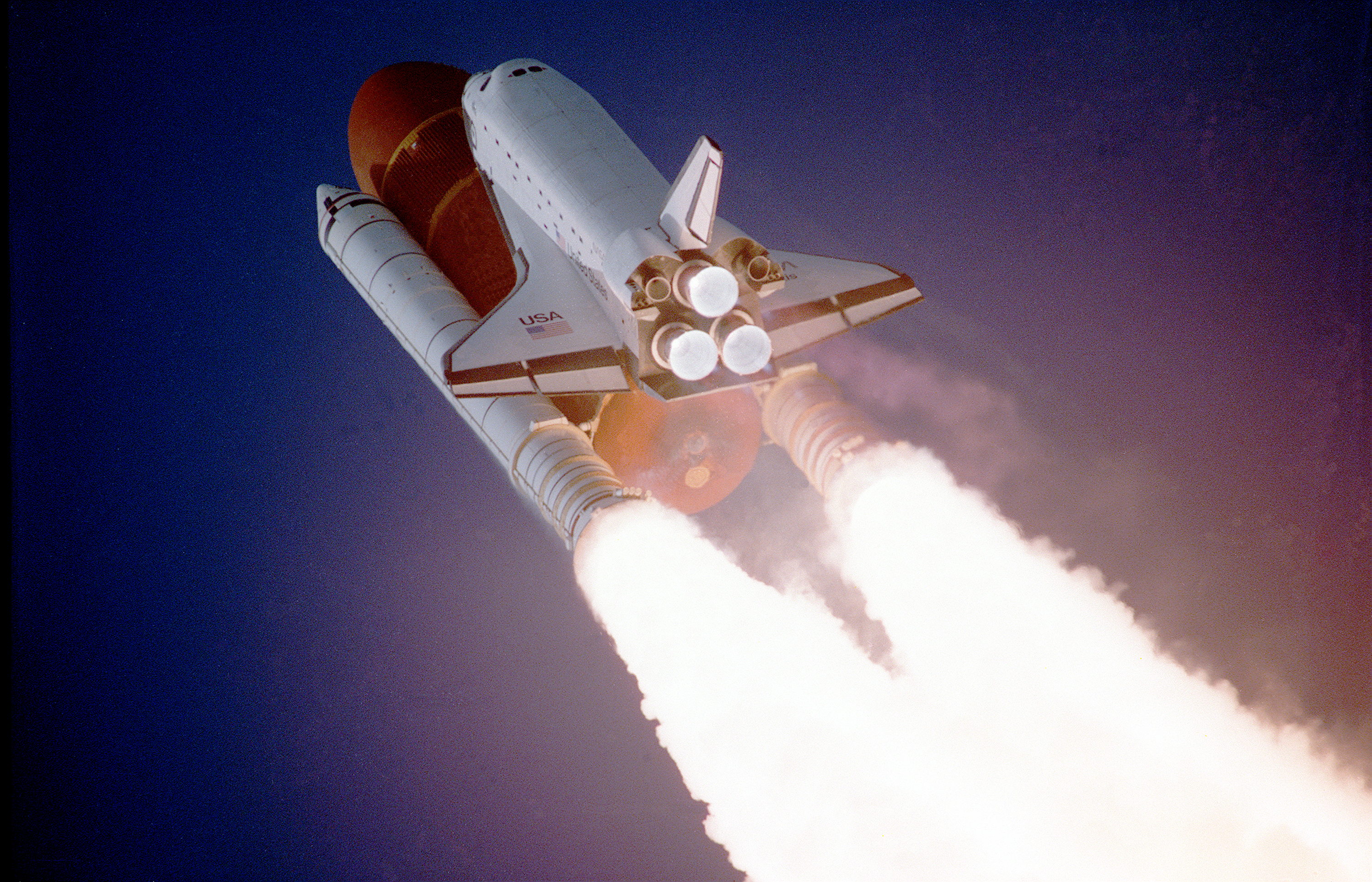
Konstellationen ansvarar bland annat för rymdfrågor.

Rådet för konkurrenskraft: inre marknaden, industri, forskning och rymdfrågor, även känt som konkurrenskraftsrådet, inremarknadsrådet, industrirådet eller forskningsrådet och formellt rådet (konkurrenskraft), är en av konstellationerna inom Europeiska unionens råd med ansvar för att lagstifta och fatta andra beslut som rör den inre marknaden samt industri-, forsknings- och rymdfrågor. Det sammanträder i regel minst fyra gånger om året och består vanligtvis av medlemsstaternas närings- eller forskningsministrar. Europeiska kommissionen företräds av olika kommissionsledamöter beroende på vilken sakfråga som diskuteras.
Ordförande är den rådsmedlem som företräder ordförandelandet. Konstellationen lagstiftar normalt i enlighet med det ordinarie lagstiftningsförfarandet. Arbetet inom rådet för konkurrenskraft bereds av Ständiga representanternas kommitté (Coreper).
Konstellationen har ett brett ansvar för många olika politikområden. Den ansvarar till exempel för lagstiftning som rör den inre marknaden och de fyra friheterna – fri rörlighet för varor, tjänster, personer och kapital. Den ansvarar även för unionens industripolitik och att förbättra företagsklimatet. Vidare ansvarar konstellationen för frågor som rör forskning, innovation och rymdpolitik.
Rådet för konkurrenskraft bildades i juni 2002 efter en sammanslagning av tre tidigare konstellationer för inre marknaden, industri respektive forskning. Syftet var att öka enhetligheten och samordningen mellan de olika politikområdena för att stärka konkurrenskraften. Rymdfrågor tillkom som en konsekvens av Lissabonfördraget.